# Cryptogramma cascadensis
Cryptogramma cascadensis är en kantbräkenväxtart som beskrevs av E.R. Alverson. Cryptogramma cascadensis ingår i släktet Cryptogramma och familjen Pteridaceae. Inga underarter finns listade.